# ジノーグ
『ジノーグ』 (GYNOUG) は、1991年1月25日に日本コンピュータシステムのブランド、メサイヤから発売されたメガドライブ用横スクロールシューティングゲーム。日本国外におけるタイトルは『Wings of Wor』。

## 概要
主人公の「翼族の若者」を操作し、悪逆な野心や不穏な空気に満ちた人間たちを利用する魔族を倒して自らを含む魔族全体の存続を達成する事を目的としている。メガドライブの機能をフルに生かした緻密なグラフィックと、疑似回転や多重スクロールといった高度な技術を生かしたプログラム、そして「恐怖」をベースにした大きなボスキャラが動く演出が特徴である。全6ステージ。
開発は日本コンピュータシステム、WINDS、CUBEが共同で担当した。同社の『ラングリッサー』（1991年）を手掛けたスタッフが多く参加しており、プロデューサーは鈴木英夫、ディレクターは高杉学、音楽は岩垂徳行が担当している。
2008年にWii用ソフトとしてバーチャルコンソールにて配信され、2016年にはWindows用ソフトとしてプロジェクトEGGにて配信、2021年にはNintendo Switch、PlayStation 4、PlayStation 5、Xbox One、Xbox Series X/S用ソフトとして日本では（Switch、PS4、PS5版）Shinyuden、（XOne、XSX/XSS版）ラタライカゲームスより配信された。海外では全機種でラタライカゲームスより配信された。

## ゲーム内容

### ショット
ショットは青いパワーオーブを取り続ければ威力が上がり、赤いワイドオーブを取り続ければ発射される弾数が増える。
レッドジェム
前方に扇状にショットを発射する。
イエロージェム
プレイヤーの前後にショットを発射する。
ブルージェム
前方に平行にショットを発射する。

### 魔法
マジックスクロールを取ると魔法がストックされる。最大3つまでストックでき、同じ魔法をストックすると発動する時のレベルが上がる。（最大3レベル）魔法にはマジックポイントがあり、使用するごとにポイントが消費される。
エナジーボール(E)
複数の方向に大型の火球を放つ。敵の弾を消すので防御にも有効。
ライトニングボルト(L)
画面上に精霊を召喚し、稲妻を落とす。
サンダーボルト(T)
地形を貫通する電撃を前方に発射する。
グランドアタック(G)
地形を這い進む弾を発射する。
マジックアロー(H)
目標を追いかけて命中する矢を放つ。
エレメンタル(O)
プレイヤーの周りに精霊を召喚する。援護の雷撃と防御の効果がある。
オーラシールド(S)
防御のオーラを展開する。有効時間が短い。
ワイルドファイア(W)
ノーマルショットの弾が大きくなる。プレイヤーがやられるか魔法を切り替えるまで有効。

## ストーリー
中世と近世の間の時代。人間は科学の発展の恩恵を受けていた。それとともに人々には悪逆な野心や不穏な空気が満ちあふれていった。一方、人々の恐怖や迷信や幻想の力で勢力を伸ばしていった魔族たちは、人々の持っている悪しき野心を糧に、最後の反撃を企てる。その時、山中で静かに暮らしていた翼族の若者が、自らを含めた魔族全体の存続のために立ち上がった。悪の精神の拡散を防ぐために、翼族の若者は飛び立つ……。

## スタッフ
- プロデューサー：鈴木英夫
- アシスタント・プロデューサー：佐藤光
- ディレクター：高杉学
- プログラマー：HALLOWEEN、MOIYAH
- グラフィック・デザイナー：瀧沢久己、中井覚 (WINDS)
- 音楽：CUBE（岩垂徳行、おおばあきえ）
- サンクス：大矢哲也、樋口幸弘
- エグゼクティブ・ディレクター：白倉安昌

## 評価
- ゲーム誌『ファミコン通信』の「クロスレビュー」では、8・8・8・5の合計29点（満40点）になっており[9][3]、レビュアーの意見としては、「これはスゴイと言わざるを得ない」と称賛された他、難易度が高すぎるとも指摘されたが「やりがいはアジア一だ」など絶賛された[9]。

- ゲーム誌『メガドライブFAN』の読者投票による「ゲーム通信簿」での評価は以下の通り21.90点（満30点）となっている[1]。また、同雑誌1993年7月号特別付録の「メガドライブ&ゲームギア オールカタログ'93」では、本作が高難易度である事を指摘した上で、「グロテスクなボスと派手な演出効果が、独特の雰囲気をかもし出す」とグラフィックや演出面に関して肯定的に評価した[1]。

| 項目 | キャラクタ | 音楽 | 操作性 | 熱中度 | お買得度 | オリジナリティ | 総合  |
| 得点 | 4.17       | 3.62 | 3.42   | 3.52   | 3.51     | 3.66           | 21.90 |

- ゲーム誌『BEEP!メガドライブ』の「BEメガ・ドッグレース」では6・7・8・7の合計28点[7]。レビュアーはキャラが小さいがそれ以外は序盤が地味ながら進むほど派手になるのは味わい深く気持ちよく勧められ特にラスタースクロールに縦方向の分割スクロールを組み合わせるなど斬新さが目立つ、一方で画面が全体的に暗めで地味なのは一般向けしないのは本作のイメージとして仕方ないが効果音がボコボコしているのは許せず敵の弾は小さい上に大量に出される、やられ方が情けないとした[7]。

- ゲーム本『メガドライブ大全』（2004年、太田出版）では、敵キャラクターの造形がグロテスクである事を指摘した上で「これは精神攻撃か?」と表現した他、見た目の攻撃の激しさによらず弾幕が避けやすい事を指摘した上で、「自機のいないところにぶ厚くバラまき、こちらには薄くしてくれる思いやり仕様」と肯定的に評価した[8]。